# Tom Clancy's Rainbow Six: Shadow Vanguard
Tom Clancy's Rainbow Six: Shadow Vanguard è un videogioco sparatutto in prima persona della serie Rainbow Six, sviluppato e pubblicato da Gameloft nel 2011 per iOS, Xperia Play e Android.

## Modalità di gioco
Il gioco contiene tre modalità: una modalità campagna in singleplayer, una modalità cooperativa con gli stessi livelli della modalità campagna e una modalità deathmatch. Le modalità cooperativa e deathmatch possono essere giocate sia tramite connessione locale (Wi-Fi e Bluetooth) sia online tramite Internet. La modalità campagna è composta da 13 livelli (missioni) e la modalità deathmatch contiene 5 mappe basate sui livelli della modalità campagna.
Il sistema di controllo in Shadow Vanguard è simile a quello degli altri giochi Gameloft, come i primi giochi della serie Modern Combat o come i giochi della serie N.O.V.A. Si controlla il proprio personaggio tramite i tasti virtuali che appaiono su schermo. Il gioco, come negli altri giochi della serie, è concentrato di più sul gameplay tattico rispetto ai classici sparatutto. Infatti una caratteristica importante del gioco è quella di identificare i nemici dentro le stanze prima di entrarvi e ucciderli, per identificare i nemici il giocatore può usare un fibroscopio per guardare attraverso la porta. Quando la porta viene aperta (dando un calcio alla porta o sfondandola), il giocatore potrà indicare ai suoi due compagni di squadra l'ordine con cui uccidere i nemici identificati. Il giocatore può anche ordinare ai suoi compagni di aprire porte, lanciare granate fumogene e soprattutto può decidere dove devono posizionarsi.
Ogni missione della modalità campagna ha un obiettivo primario e un obiettivo secondario. Mentre l'obiettivo primario va completato per poter finire la missione, quello secondario è invece opzionale. Gli obiettivi secondari quando completati danno punti esperienza (XP) al giocatore alla fine del livello, gli XP servono a far salire di rango il giocatore e servono anche per sbloccare più equipaggiamenti e armi. Si possono guadagnare XP anche uccidendo i nemici (si possono fare più XP uccidendo i nemici con un colpo alla testa). Nelle modalità campagna e cooperativa ci sono 4 modalità di difficoltà: Recluta, Operativo, Elite e Rainbow Six.